# 精密機械研究發展中心
財團法人精密機械研究發展中心（簡稱精機中心，縮寫：PMC），於民國82年（1993年）6月1日由中華民國政府與工具機業界集資成立。延續精密機械發展協會十餘年來在工具機檢驗及測試等技術成果之傳承，擁有深厚的技術根基。為機器公會產業科技發展策略的重要夥伴及政府執行機械產業升級轉型政策的工具。

## 外部連結
- 財團法人精密機械研究發展中心 （页面存档备份，存于）
- Upitor導覽機器人 （页面存档备份，存于）